# 형성권
형성권은 권리자의 일방적 의사표시로 법률관계(권리)의 변동을 가져오는 권리이다. 형성권의 행사에 의해 상대방은 일방적으로 구속되므로, 누가 형성권을 가지는지는 당사자의 약정 또는 법률규정에 의해 정해진다(제543조 1항 등). 

## 참고 문헌
- 이상태, 《물권법》 법원사, 2009. ISBN 9788991512429